# Малюр-м'якохвіст
Малюр-м'якохвіст (Stipiturus) — рід горобцеподібних птахів з родини малюрових. Містить 3 види, що поширені в Австралії.

## Види
- Малюр-м'якохвіст рудолобий (Stipiturus malachurus)
- Малюр-м'якохвіст блідий (Stipiturus mallee)
- Малюр-м'якохвіст рудоголовий (Stipiturus ruficeps)